# إرهارد راوس
الكولونيل العام إرهارد راوس (بالألمانية: Erhard Raus) قائد عسكري نمساوي خدم في القوات النازية أثناء الحرب العالمية الثانية، وُلد في فولفراميتز بإقليم مورافيا التابع لبوهيميا بالإمبراطورية النمساوية المجرية (التشيك الآن) بتاريخ 8 يناير 1889، قاد الفرقة السادسة بانزر خلال السنوات الأة لى للمعارك على الجبهة الشرقية قبل توليه قيادة الجيوش الرابعة والأولى والثالثة بانزر لاحقا، تقاعد عن الخدمة العسكرية عام 1945 بعد هزيمة ألمانيا في الحرب وأُلقي القبض عليه من جانب القوات الأمريكية وظل معتقلا خلال عامي 1945 و1946، بعدها أُفرج عنه لينتقل إلى العاصمة النمساوية فيينا حبث قام بتأليف العديد من الكتب عن تحليلاته التكتيكية لجيوش الدبابات التي قادها خلال الحرب حتى توفي في 3 إبريل 1965 بمستشفى فيينا العام جراء إصابته بمرض تنفسي وتم تأبينه في جنازة عسكرية مهيبة ودُفن جثمانه في 6 إبريل 1965.

## مؤلفاته
- Panzer Operations: The Eastern Front Memoir of General Raus, 1941-1945 (with Steven H. Newton), (ردمك 978-0-306-81247-7)
- Peculiarities of Russian warfare (German report series, 1949), 38291522
- Tactics in unusual situations (Small unit tactics, 1951), 37669938
- Improvisations and field expedients: Their use as instruments of command (1951), 38373401
- Effects of climate on combat in European Russia (German Report Series, CMH Pub 104-6, 1952)
- The Pomeranian battle and the command in the east (1952) 14445144
- Strategic deceptions (Deceptions & Cover Plans Project # 29, 1948), 37161255